# 南涼

南涼
西平→武威→河西→涼

南涼の領域（398年ごろ）。

南涼（なんりょう、397年 - 414年）は、五胡十六国時代に鮮卑禿髪部の禿髪烏孤によって建てられた国。南涼の禿髪氏は拓跋氏から派出したため、この国は拓跋涼国とも称される。

## 南涼の概略

### 部族時代
3世紀初め、鮮卑拓跋部の一酋長であった匹孤は部民を率いて拓跋部から離脱し、陰山一帯から遠く西方の甘粛河西方面へ移り、漢や羌と雑居した。このため禿髪部（寿闐の時に禿髪氏へ改姓）は通常河西鮮卑と称される。256年から263年にかけて魏の鎮西将軍・都督隴右諸軍事であった鄧艾は、蜀に対抗するため非漢族を大量に魏の領内へ引き入れ、河西鮮卑もこの時に雍州・涼州境界（のちの秦州の地）に居住した。
267年、西晋が土地法の改革（占田・課田制）を行うと西北地域の非漢族は反発し、270年、禿髪部の族長であった樹機能は秦州一帯の非漢族を糾合して反乱を起こし（禿髪樹機能の乱。270年－279年）、涼州刺史の蘇愉（蘇則の子）を戦死させた。当時の秦州刺史は胡烈であり、かつて鍾会に従って蜀を伐った猛将であったが、270年6月、禿髪樹機能は万斛堆の戦いでこれを敗死させた。樹機能は同年に安西将軍石鑒を、271年には涼州刺史の牽弘を撃破し、司馬亮・杜預・賈充らの討伐軍を恐懼させた。樹機能の反乱は雍・秦・涼三州に拡大し、皇帝司馬炎をしてこれを呉・蜀の害より甚だしいと歎かせしめた。
275年と277年、司馬炎は司馬駿と文鴦（魏の文欽の子）を派遣して樹機能を破り、ようやくこれを降伏させた。ところが278年、禿髪樹機能の党の若羅抜能が涼州で反乱を起こすと、早くも樹機能はこれに呼応し再び涼州一帯を占拠した。279年、西晋は呉討滅へ主力を傾ける一方、馬隆を派遣して樹機能を討たせた。樹機能の兵は全軍鉄甲で武装していたため、馬隆は狭隘の地に磁石（磁鉄鉱）を積んで動きを鈍らせ、これを大破したという。同年12月、樹機能は部下の没骨能に殺害され、10年に及ぶ西北の大乱は鎮定された。
樹機能が滅ぼされると禿髪部の勢力は著しく衰微し、涼州の広武郡（現在の甘粛省永登県）付近に遊牧して西晋・前涼・前秦に服属した。383年、前秦が淝水で大敗して華北が動乱状態になると、禿髪部は急速に昔日の勢力を回復させた。386年、旧前涼最後の君主張天錫の子の張大豫（386年）は、後涼呂光の涼州進出に伴う混乱に乗じ、前涼再興を掲げて挙兵した。禿髪部族長の禿髪思復鞬は、これを好機として張大豫を支援し、後涼から魏安郡・昌松郡を占領した。しかし、思復鞬は続く姑臧の攻略に失敗して部衆の大半を失うと、張大豫の敗死もあって同年、失意の内に死去した。
思復鞬の死後、禿髪部の部衆を率いたのが子の禿髪烏孤である。烏孤は後涼に服属して部衆をよくまとめ、394年には呂光から仮節・冠軍大将軍・河西鮮卑大都統に拝され、広武県侯に封じられた。395年、烏孤は広武から青海の湟水流域へ攻め込んで鮮卑乙弗部・折掘部を服属させ、この地の廉川堡に拠点を移した。396年、呂光が大涼天王に即位すると、烏孤はこれに反発して後涼の官爵を受けず、自立の動きを強めた。

### 南涼の成立
397年1月、禿髪烏孤は、大都督・大将軍・大単于・西平王を自称して廉川堡を都とし、建元して太初元年とした。史家はこれをもって南涼の成立とする。同年6月、後涼内部の建康郡で段業が沮渠蒙遜に擁立されて北涼を建国し、8月には後涼の都姑臧で郭黁が反乱を起こして（郭黁の乱。397年－398年）後涼は内乱状態となった。この状況の中で南涼は北涼・西秦・郭黁と結んで後涼包囲網の中核となった。398年、郭黁は氐の楊軌を擁立して後涼に抗したが、反撃にあって姑臧から撤退し、烏孤に救援軍を求めた。烏孤はこれに応じて後涼軍を破り、転じて湟水流域の羌酋梁飢を滅ぼして地盤を固めると、氐の楊軌を服属させて12月にはついに武威王と改称した。399年、烏孤は都を楽都へ遷し、後涼に対して互角に軍事展開したものの、同年6月に落馬で重体となり、弟の禿髪利鹿孤に後事を託してまもなく死去した。
399年8月、禿髪利鹿孤は武威王を称し、西平に都を遷して北涼と連携を強めた。同年、後涼では呂光が死に、呂纂が大涼天王の位を奪って盛んに外征を繰り返した。400年、利鹿孤は氐の楊軌を処断して国内をまとめると、後涼の軍を二度にわたって撃破し、河西諸政権のうち最大の勢力となった。同年5月、関中の後秦が西秦を滅ぼして河西に進出すると、利鹿孤は後秦に使者を送って臣と称し、巧みな外交で勢力の発展に努めた。401年、利鹿孤は河西王と改称し、新たに大涼天王に即位した後涼の呂隆を激しく攻撃した。同年9月、後秦の姚碩徳は長駆して後涼の都姑臧を攻撃し、これを服属させた。ここに後涼は著しく衰落することとなり、南涼と北涼は河西の覇権をめぐって敵対関係に入った。402年3月、利鹿孤は重病となり、弟の禿髪傉檀に後事を託して死去した。

### 南涼の発展
402年3月、禿髪傉檀は涼王と称して即位した。南涼の国名はこの涼王即位に由来する。傉檀は西平から楽都へ都を遷し、ここを大いに増築して王都として威容を整えた。同年10月、南涼の下に身を寄せていた旧西秦の太子乞伏熾磐が逃亡すると、傉檀はその妻子も解放して恩沢を施した。403年8月、後涼は連年のように都の姑臧を南涼と北涼に攻撃され、もはや政権としての存続が不可能になると、ついに姑臧城を後秦に明け渡した。ここに河西の勢力圏は大きく変動し、翌404年に傉檀は自身の年号を去って後秦の年号を奉じ、後秦に忠誠を誓った如く装った。一方で傉檀は盛んに北涼を攻撃して河西中西部へも勢力を伸ばし、後秦の姑臧にも強い圧迫を加えた。後秦は姑臧を維持できず、406年6月、傉檀はついに使持節・都督河右諸軍事・車騎大将軍・領護匈奴中郎将・涼州刺史に任じられて姑臧の領有を認められた。同年11月、傉檀は楽都から姑臧へ遷都し、一兵も損なうことなく河西東部を勢力下に収めた。また傉檀は北涼に対抗するため西涼と同盟を結び、ここに南涼は極盛期を迎えた。

### 南涼の衰退
407年、南涼は早くも衰退の兆しが現れた。8月、禿髪傉檀は湟水地区・河西地区など全領域から兵を総動員して五万を集め、自ら全軍を率いて北涼に攻め込んだ。しかし傉檀は数で劣る北涼の沮渠蒙遜に大敗し（均石の戦い）、逆に日勒郡・西郡を失った。同年11月、今度はオルドスを席巻した夏の赫連勃勃が長駆して二万の精騎を率い広武郡へ攻め込み、大いにここを略奪して撤退した。傉檀は夏軍を追撃して陽武で戦った（陽武下峡の戦い）が、赫連勃勃の反撃にあって全軍覆滅し、傉檀は命からがら姑臧へ敗走した。この時、姑臧城内では北城で匈奴系の屠各が反乱を起こし（成七児の乱）、鎮圧直後に今度は南涼の将軍達が反乱を起こすなど（梁裒・辺憲の乱）、内憂外患が続いた。408年5月、後秦は南涼に姑臧を与えたことを悔やみ、ここを奪回しようと遠征軍を差し向けた。傉檀は姑臧に籠城し二度にわたって後秦軍を退けたが、この時城内で後秦に呼応するものが相継ぐなど、著しく求心力の低下と国力の疲弊を招いた。
409年、禿髪傉檀は国内の動揺を顧みず北涼遠征を行い、北涼沮渠氏の出身地である臨松郡まで攻め込んでここを略奪したが、帰路に逆撃され大敗した。翌410年正月、傉檀は再度北涼を攻めたが敗れ、同年3月には騎兵5万を率いて北涼軍と戦った（窮泉の戦い）がまた大敗し、逆に北涼軍に攻め込まれて都の姑臧を囲まれた。姑臧城内は大いに混乱し、畳掘部・麦田部・車蓋部などの河西鮮卑の元従が次々離反して北涼軍に降った。傉檀は抗戦を諦め、一族の禿髪敬帰と子の禿髪他を人質に出して北涼軍と講和した。同年、南涼の湟水地区で折掘奇鎮が反乱を起こし、南涼の討伐軍はこれに大敗した。傉檀は北涼の圧迫と、湟河流域の失図を恐れ、遂に姑臧から楽都へ都を還した。傉檀が姑臧を離れた直後、焦朗が姑臧で反乱を起こして涼州刺史を自称した。こうして南涼の河西地域の拠点であった姑臧は版図から離れ、南涼の河西進出も挫折したのである。

### 南涼の滅亡
411年に入ると、南涼を取り巻く情勢はますます悪化した。1月に北涼は姑臧を攻め陥して河西を統一し、そのまま南下して都の楽都を包囲した。この機に乗じて南では吐谷渾の樹洛干に澆河郡（現在の青海省貴徳県）を攻め陥された。また東では409年に再興を果たした西秦が、この年乞伏熾磐を将として南涼に攻め込み、洪池嶺南地方を略奪した。2月、禿髪傉檀は子の禿髪安周を人質に出して北涼軍を退却させると、逆に軍を五路に分けて北涼へ攻め込んだ。しかし傉檀は北涼軍に大敗し、そのまま再び楽都を包囲された。傉檀は子の禿髪染干を人質に出して北涼軍を退却させた。時に南涼の衰勢は著しく、わずか湟河流域の五郡（西平・楽都・湟河・晋興・広武）の地を保つのみであった。
413年、禿髪傉檀は2度にわたって北涼へ攻め込んだが、若厚塢と若涼の地で北涼に大敗し、湟河郡を失ったうえ都の楽都を北涼軍に包囲された。傉檀はよく攻撃に耐え、弟の禿髪倶延を人質に出して北涼軍を退却させた。414年4月、禿髪傉檀は崩壊寸前の政局を打開するため、以前に離反した青海湖付近の契汗部・乙弗部に対して自ら騎兵七千を率いて遠征を行った。ところがこの機に乗じて、西秦の乞伏熾磐に楽都へ攻め込まれ、遂に南涼の都の楽都は陥落した。南涼支配下の3郡も全て西秦に降り、帰る所を失った遠征中の禿髪傉檀は、6月、西秦に降った。こうして南涼は滅んだのである。なお、この年の末に禿髪傉檀は毒殺された。

### 南涼その後
南涼は3代18年で滅んだ短命の地方政権ではあるが、中国史上初めて拠点を青海省地区に置き、この地の開発を進めて後の青海シルクロードの開通に大きな影響を与えた。南涼政権下では法顕がこのルートを中途まで利用している。禿髪氏については、禿髪傉檀の子の禿髪破羌（後の源賀）が北魏に降った時、もともと拓跋氏と同一氏族であったことから源氏を与えられ、その一族は非常に重用されている。この話はのちに日本にも伝わり、皇別である源氏の氏族名の由来となった。一方、禿髪烏孤の子の禿髪樊尼は、南涼滅亡後に南下してチベットへ逃れ、吐蕃を建国したという伝説がある。

## 国家体制
南涼は支配層の鮮卑族が農業生産に習熟していなかったこともあり、たびたび対立勢力の領内へと攻め入り、捕らえた農民を強制的に領内へと連行することで農業生産の増加を図っていた。官制は漢や魏以来の形態を踏襲し大単于の称号は禿髪利鹿孤以後は用いられなくなった。政権の中枢は禿髪氏一族により独占され、漢族や匈奴など他の民族からの任用はかなり限定的でむしろ農奴的な地位に置かれており、特に禿髪傉檀は漢族を信任しなかったため漢族の支持を失い、それが南涼崩壊の一因をなした。

## 南涼の文物
現存する南涼の文物としては、楽都故城、虎台（禿髪虎台の点将台）、伝禿髪利鹿孤墓がある。また、現存してはいないが、南涼太初刀（399年。のちに突厥が所有したという）が知られている。

## 南涼の君主

### 部族時代
1. 拓跋匹孤（族長位219年頃 - ？）
2. 禿髪寿闐（族長位？ - 265年頃）
3. 禿髪樹機能（族長位265年頃 - 279年）
4. 禿髪務丸（族長位279年 - ？）
5. 禿髪推斤（族長位？ - 365年）
6. 禿髪思復鞬（族長位365年 - 386年）
7. 禿髪烏孤（族長位386年 - 397年）

### 南涼時代
1. 烈祖武王禿髪烏孤（在位397年 - 399年）
2. 康王禿髪利鹿孤（在位399年 - 402年）
3. 景王禿髪傉檀（在位402年 - 414年）

- 禿髪烏孤は397年に大単于・西平王を称した[2]。
- 禿髪烏孤は398年に武威王を称した[2]。
- 禿髪利鹿孤は401年に皇帝を称しようとしたができず[5]、河西王を称した[2]。
- 禿髪傉檀は402年に涼王を称した[2]。
- 禿髪傉檀は404年 - 408年の間、後秦に服属した。後秦より涼州刺史・車騎将軍・広武公に封じられた[3]。
- 禿髪傉檀は408年から涼王を称した[2]。
- 禿髪傉檀は414年、西秦に降って左南公に封じられた[4]。

## 元号
1. 太初（397年-399年）
2. 建和（400年-402年）
3. 弘昌（402年-404年）
4. 嘉平（408年-414年）